# Аполлофан (сатрап)
Аполлофан (др.-греч. Ἀπόλλωφάνες; IV век до н. э.) — македонский сатрап оритов и Гедросии.

## Биография
В 325 году во время возвращения македонской армии из Индии Александр Македонский покорил племя оритов, соседствовавших с гедросами, и основал очередную Александрию. Сатрапом этой области был назначен Аполлофан. Ему и Леоннату были переданы воинские подразделения, в задачу которых входило поддержание спокойствия среди местных жителей, а также обеспечение наполнения и охраны складов, оставленных для снабжения моряков Неарха. По замечанию Дройзена И., в этой местности на протяжении десятков миль вдоль побережья располагались богатые долины, позволявшие обеспечить экипажи кораблей необходимым продовольствием и водой.
Во время похода через пустыню Гедросии, когда от жары и лишений погибла большая часть македонского войска, среди оритов вспыхнуло восстание. В соответствии с «Индикой» Арриана, в бою Аполлофан был убит, хотя Леоннату и удалось в итоге подавить выступление. Этому сообщению доверяют И. Дройзен, Гафуров Б. Г. и Цибукидис Д. И. Но в другом своем труде «Анабасис» Арриан указал, что после завершения похода Александр отстранил Аполлофана от должности, «так как он не выполнил ни одного его распоряжения». С этим согласились С. Фишер-Фабиан, а также Д. Фуллер, назвавший Аполлофана главным виновником перебоев в снабжении армии. Но В. Геккель подчеркнул, что в данном случае речь идёт на самом деле о правителе Кармании Астаспе. Клейменов А. А. высказал предположение, что «возможно, действительно имела место поразительная нерасторопность Аполлофана, не организовавшего поставку провианта на верблюдах, когда армия Александра терпела лишения, продвигаясь по пустынным районам вверенного сатрапу региона, а с другой стороны, наладить поставки продовольствия Аполлофану вполне могли помешать военные действия против оритов».
Преемником Аполлофана стал Фоант, в том же году умерший, однако, от болезни. Александр объединил гедросийско-оритскую сатрапию с Арахозией и поставил во главе её Сибиртия, бывшего ранее правителем Кармании.